# Línia 94 d'autobusos de Barcelona

La línia 94 va començar a funcionar per la ciutat de Cornellà del Llobregat el 9 de febrer de 2010.
La seva implantació va suposar una millora en la comunicació pels barris de Cornellà Centre, Sant Ildefons i Dolors Almeda, ja que fa un recorregut gairebé paral·lel, però en sentit invers, a la Línia 95, que funciona des de mitjans del 2009.
La línia 94 es va estrenar amb el cartell frontal de “Circular Cornellà 2”, llavors la línia 95 va canviar el seu frontal pel de “Circular Cornellà 1”.
En el seu recorregut es pot enllaçar amb Ferrocarrils de la Generalitat de Catalunya (FGC), trens de Rodalies, Metro (Línia 5) i Tram.